# Schlacht um Awdijiwka
Die Schlacht um Awdijiwka bezeichnet die ab dem Jahr 2022 laufenden Gefechte um die ukrainische Stadt Awdijiwka in der Oblast Donezk im Russisch-Ukrainischen Krieg, die im Februar 2024 zur verlustreichen Einnahme der Stadt durch die russischen Streitkräfte führten.

## Verlauf

### Vorgeschichte
Awdijiwka ist ein Vorort der Stadt Donezk; er liegt ca. 15 km nördlich vor dessen Stadtzentrum.
Seit Kriegsbeginn im Juli 2014 war Awdijiwka Frontstadt im Krieg im Donbas.
Am 30. Juli 2014 gelang es der Ukrainischen Armee, prorussischen Separatisten, die das benachbarte Donezk besetzt hielten, aus dem Ort zu vertreiben.
Awdijiwkas südöstlicher Stadtrand grenzte seither wenige hundert Meter, bis 1,5 Kilometer, an die Front und an die zu der Zeit selbstproklamierte Volksrepublik Donezk an.
Es kam in den folgenden 8 Jahren mehrfach zu schweren Gefechten zwischen ukrainischen und pro-russischen Kräfte und zu Artilleriebeschuss der Stadt.
Nachdem in Awdijiwka Ende Januar und Anfang Februar 2016 mehrere Zivilisten durch Artilleriefeuer pro-russischer Kräfte getötet worden waren, evakuierten ukrainische Behörden etwa die Hälfte der 35.000 Einwohner, der Rest wollte zunächst bleiben.
Die ukrainische Streitkräfte bauten die Stadt mit vielen Verteidigungsstellungen aus.
Zu vermehrten Schusswechseln kam es entlang der Donbasfront bereits in den Wochen vor Beginn des Überfalls auf die Ukraine vom Februar 2022; am 21. Februar auch im Frontbereich bei Awdijiwka.

### Erhöhter russischer Druck ab 2022

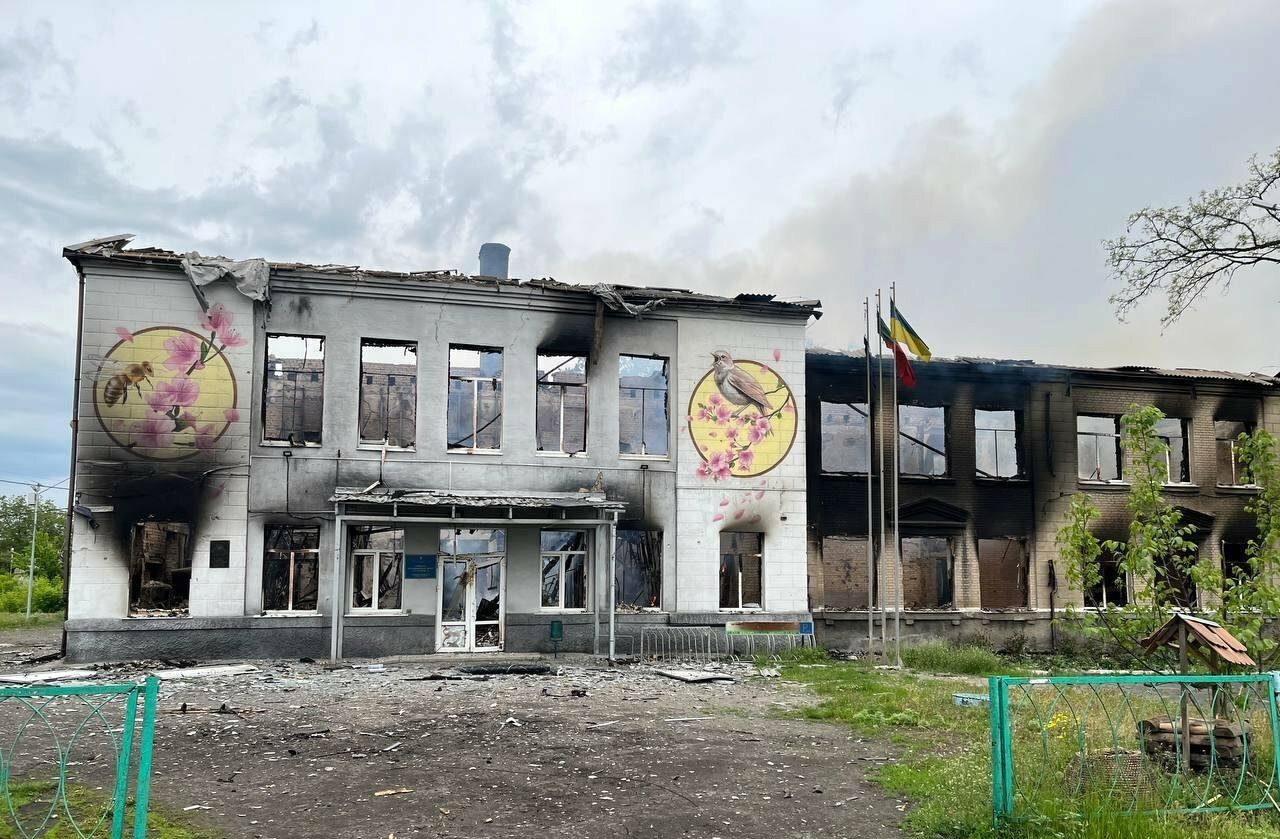
Schule von Awdijiwka nach Beschuss mit Phosphor-Munition (Brandbomben)
(Bildquelle: Ukrainische Polizei)

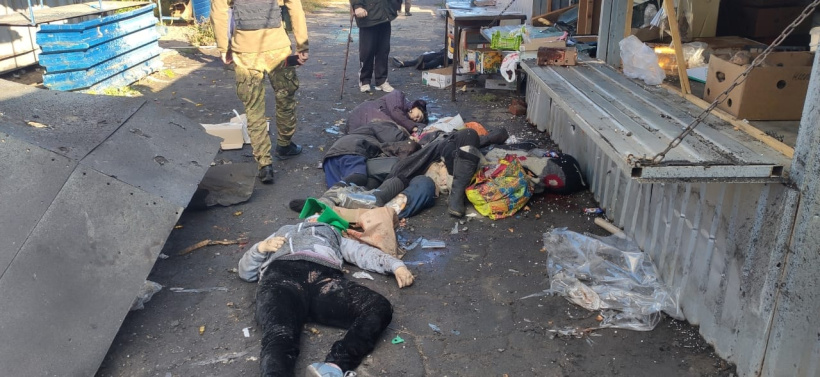
Tote Zivilisten aufgrund russischen Beschusses des Stadtmarktes am 12. Oktober 2022
(Bildquelle: Ukrainische Gebietsverwaltung)

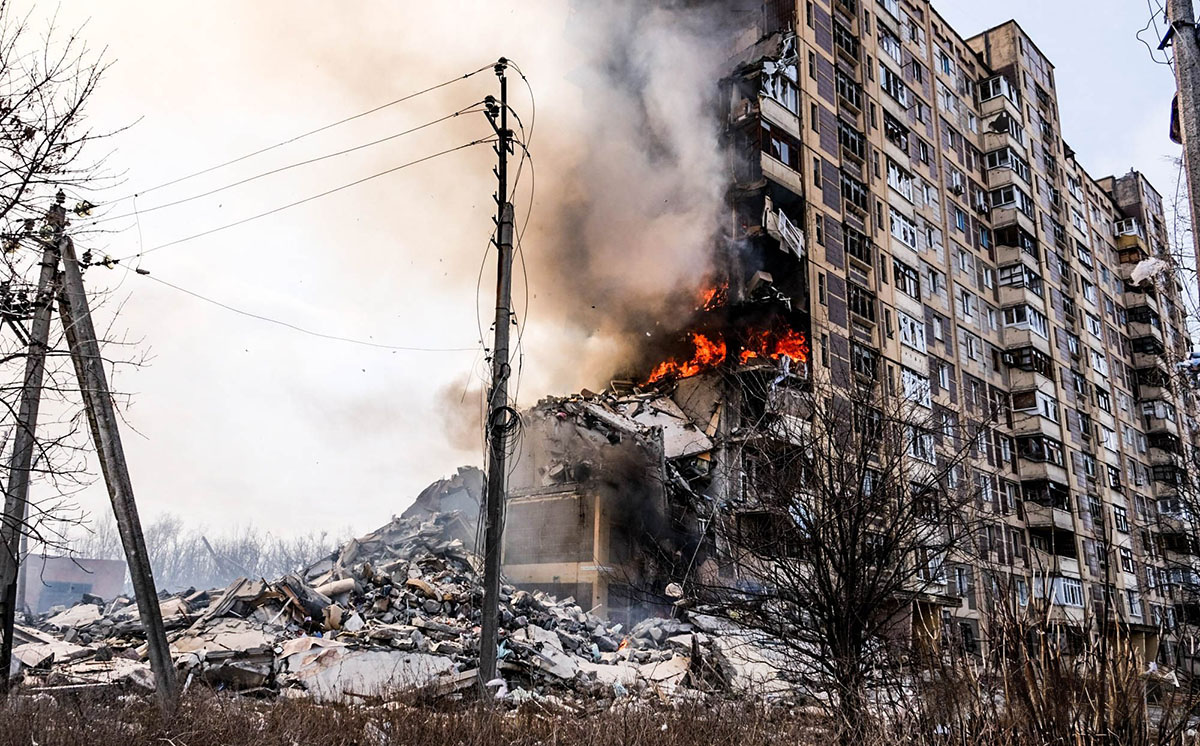
Ein zerstörter und brennender Wohnblock im März 2023 in Awdijiwka
(Bildquelle: Ukrainische Streitkräfte)

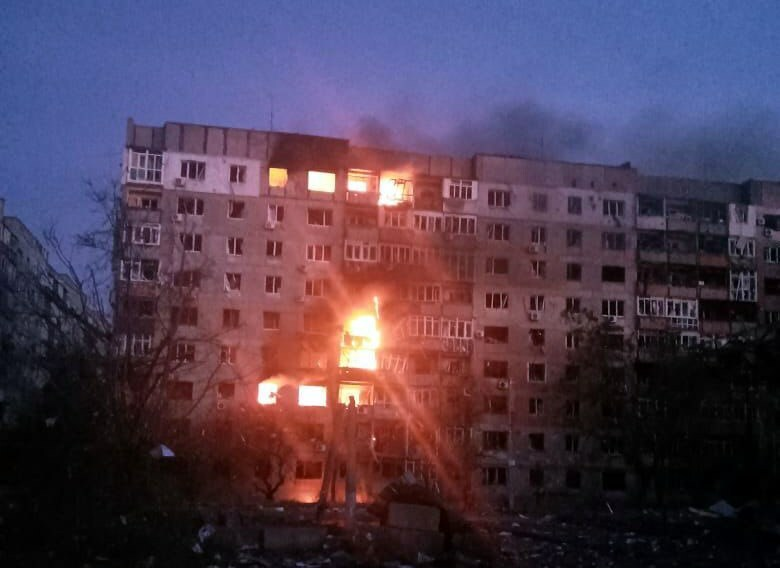
Ein im Oktober 2023 in Brand stehender Wohnblock in Awdijiwka
(Bildquelle: Ukrainische Polizei)

Am 24. Februar 2022 begannen russische Streitkräfte auf Befehl von Präsident Putin den Überfall auf die Ukraine. Am 13. März 2022 bombardierten russische Streitkräfte das am nördlichen Stadtrand von Awdijiwka liegende Industriegebiet, die Kokerei Awdijiwka, die flächenmäßig etwa halb so groß ist wie Awdijiwka selbst.
Das russische Verteidigungsministerium behauptete, am 13. März 2022 hätten ukrainische Soldaten auf dem Industriegelände zwecks Sabotage Feuer gelegt.
Der ukrainische Gouverneur der Oblast Donezk, Pawlo Kyrylenko, berichtete am 26. März und am 26. April 2022 von einem Phosphor-Brandbombenangriff auf das Industriegebiet der Stadt, am 26. April auch auf das Stadtzentrum.
Am 18. April erfolgte nach ukrainischen Angaben ein schwerer Luftangriff auf die Stadt. Die ukrainischen Streitkräfte erklärten am Folgetag, russische Frontübertrittsversuche bei Awdijiwka abgewehrt zu haben.
Am 18. Mai und 21. Mai wurden zwei Schulen der Stadt durch einen Bombenangriff zerstört. Damit gab es insgesamt drei zerstörte Schulen in Awdijiwka. Am 12. Juni bombardierte Russland erneut die Kokerei Awdijiwka.
Am 7. Juli wurde die Stadt nach ukrainischen Angaben 24 Stunden lang bombardiert; dabei sei auch das Krankenhaus der Stadt getroffen worden.
Am 18. Juli behaupteten russische Kräfte, sie habe Awdijiwka „halb umzingelt“ und zwei der in die Stadt führenden Straßen blockiert.
Das Institute for the Study of War schrieb, dass sich die Bodenkämpfe bei Awdijiwka am 18. Juli verschärft hätten. Der russische Ultranationalist Igor Girkin äußerte, die russische Volksmiliz habe wegen der ukrainischen Artillerie nicht viele Gebietsgewinne erzielen können.
Die Front bei Awdijiwka hielt auch noch weitestgehend im August 2022, als die ukrainischen Streitkräfte Stellungen im benachbarten Pisky aufgaben; Awdijiwka wurde dadurch zunehmend zu einer „Fronttasche“ und war von drei Seiten von russischen Kräften umgeben.
Am 12. Oktober 2022 beschossen russische Truppen einen gut besuchten Markt. Sie töteten dabei sieben Menschen und verletzten acht weitere.
In Awdijiwka lebten damals noch etwa 2500 Zivilisten, weniger als 10 Prozent seiner ursprünglichen Bevölkerung (im Jahr 2019 hatten in Awdijiwka etwa 32.500 Einwohner gelebt).
Im März 2023 lagen mittlerweile ganze Straßenzüge in Trümmern. Im selben Monat schlugen täglich etwa 300 Artilleriegranaten in der Stadt ein. Im März flogen die russischen Streitkräfte außerdem 20 Luftangriffe auf die Stadt.

### Russische Großoffensive auf die Stadt ab Oktober 2023
Russische Streitkräfte begannen im Oktober 2023 mit dem Versuch einer Einkreisung der Stadt und nahmen sie unter Dauerbeschuss. Da sich die Versorgung der Stadtbevölkerung immer weiter verschlechterte, wurde sie zur Evakuierung aufgefordert. Die etwa 1600 verbliebenen Menschen waren aber mehrheitlich unfähig zu fliehen.
Am 6. Oktober begannen Teile der russischen 1. Gardepanzerarmee und der 41. Armee, die zuvor umgerüstet und aus der Oblast Luhansk verlegt wurden, das Gebiet mit Artillerie und Flugzeugen, darunter auch Su-35-Mehrzweckkampfflugzeugen, zu bombardieren. Vier Tage später begannen die russischen Streitkräfte einen koordinierten Angriff sowohl vom Süden als auch von Norden, bestehend aus sechs motorisierten Brigaden und Regimentern, gegen die zwei Brigaden starke ukrainische Garnison. Der russische Angriff stieß auf Minenfelder und geriet ins Stocken, da er gleichzeitig von ukrainischer Artillerie getroffen wurde. Geolokalisierte Bildaufnahmen dokumentierten, dass an jenem Tag 70 Fahrzeuge zerstört wurden, davon 15 ukrainische.
Ab dem 10. Oktober rückte das russische Militär erneut gegen die Stadt vor und bombardierte dabei erneut Awdijiwka und umliegende Gebiete mit ihrer Luftwaffe. Dabei starteten drei motorisierte russische Brigaden der 8. Gardearmee (8. GA) eine konzertierte Offensivaktion südwestlich bei Sieverne und nordwestlich bei Stepowe und Krasnohoriwka. Alle dabei beobachteten russischen Einheiten, die an dieser Offensive beteiligt waren, waren frühere Einheiten der Donezker Volksmiliz, die von der 8. GA übernommen worden waren. Am 12. Oktober stellte das Institute for the Study of War (ISW) fest, dass den russischen Streitkräften „kein größerer Durchbruch gelungen“ ist und es wegen schwerer Verluste in der Größe einer Bataillonskampfgruppe unwahrscheinlich ist, dass sie die ukrainischen Streitkräfte überrollen.
Am 18. Oktober griff die 21. Motorschützenbrigade erneut erfolglos an und erlitt hohe Verluste. Der österreichische Analyst Tom Cooper nannte den 18. Oktober „Todesmarsch der 21. Motorgewehrbrigade“. Das ISW berichtete, dass auch am 19. Oktober ein aus drei russischen Brigaden, einem Regiment und einem Bataillon bestehender Angriff weitestgehend erfolglos gewesen war. Die Geländegewinne beschränkten sich auf ländliche Flächen in den Außenbezirken. Nach Angaben des ukrainischen Generalstabs verlor Russland innerhalb eines Tages 150 gepanzerte Fahrzeuge und 900 Soldaten. Andere Quellen bezifferten die russischen Materialverluste auf 80 zerstörte oder beschädigte Kampf- und Schützenpanzer. Das ISW und Medien kamen zu der Einschätzung, dass die russischen Streitkräfte versuchten, die Stadt einzukesseln.
Am 22. Oktober verglich der ukrainische Militärhistoriker Wassyl Pawlow die heftigen Kämpfe um Awdijiwka mit der Schlacht von Rschew im Zweiten Weltkrieg. Mychajlo Podoljak, Berater der ukrainischen Präsidialverwaltung, sagte, Russland habe in etwas mehr als einer Woche seiner Offensive auf Awdijiwka zwischen 5.000 und 6.000 verletzte und gefallene Soldaten zu beklagen sowie 400 gepanzerte Fahrzeuge verloren. Der britische Militärnachrichtendienst erklärte, dass 90 % der Verluste, die Russland in jenen Tagen in der Ukraine verzeichnete, aus der Schlacht um Awdijiwka kämen.
Laut Meldung des ukrainischen Militärs vom 23. oder 24. Oktober standen das Zentrum und die Versorgungsroute unter Dauerbeschuss. Dies erschwere Nachschub und Versorgung der ukrainischen Truppen in der Stadt. Die Neue Zürcher Zeitung meldete, dass die Schlacht die größte russische Heeresoffensive seit Anfang des Jahres 2023 ist. Nach Angaben des deutschen Generals a. D. Erhard Bühler hat Awdijiwka selbst nur geringe militärstrategische Bedeutung. Bei der russischen Offensive handelt es sich laut Bühler um einen Entlastungsangriff, der geführt werde, um ukrainische Gegenoffensivbemühungen zu schwächen und zu kontern. Stand Oktober 2023 hat die Stadt nach Angaben der örtlichen Polizei noch etwa 1000 Einwohner. Ende Oktober eroberten russische Einheiten nördlich von Awdijiwka, unweit der Kokerei, eine Halde. Der Stern schrieb, dass im Falle einer Eroberung dieser Schlackenhalde und eines daran anschließenden Stellungsaufbaus auf dieser Halde die volle Sicht und Feuerkontrolle auf das Industriegebiet hergestellt sei.
Im Oktober hatte Awdijiwka noch etwa 1000 Einwohner. Noch im November 2023 evakuierte die ukrainische Polizei weiterhin Einwohner, die sich entschlossen hatten, die Stadt zu verlassen. Nach Angaben von aus der Stadt geflüchteten Einwohnern sind fast alle hochgeschossigen Mehrfamilienhäuser bzw. Wohnblöcke in Awdijiwka eingestürzt.
Der ukrainische Militärverwalter der Stadt sagte im November, dass der durch das regenreiche Wetter der Rasputiza aufgeweichte Boden die russischen Bodentruppen von einem Versuch abhalte, mit mechanisierten Kräften auf Awdijiwka vorzurücken, aber sie dies tun würden, „sobald der Boden getrocknet und gefroren ist“. Im Oktober hatten auch russische Militärblogger auf die nahende Rasputiza hingewiesen. Dennoch ebbten auch im November russische Luftangriffe auf die bereits zerstörte Stadt nach ukrainischen Angaben nicht ab; die Stadt stehe „rund um die Uhr“ unter Beschuss.
Geolokalisierte Aufnahmen vom 10. November dokumentierten, dass russische Kräfte in den drei Kilometer nordwestlich von Awdijiwka liegenden Nachbarort Stepowe eingedrungen waren.
Mitte November vermeldete die Ukraine neue Höchstwerte an Verlusten der russischen Streitkräfte an einem Tag. Der britische Militärnachrichtendienst schrieb, Russland habe Geländegewinne nahe dem unter ukrainischen Kontrolle befindlichen Industriegebiet gemacht. Gegen Ende desselben Monats meldete der ukrainischen Generalstab, dass im November 2023 bei den russischen Streitkräften täglich im Durchschnitt 931 Soldaten dem Krieg in der Ukraine zum Opfer fallen. Der britische Militärnachrichtendienst erklärte die Zahlen, unter der Voraussetzung, dass unter diesen auch Verwundete aufgeführt sind, für plausibel und führte diese vor allem auf die Schlacht um Awdijiwka zurück. Jedoch wurde im selben Monat von ukrainischer Seite aus Awdijiwka berichtet, dass auch sie hohe Verluste verzeichnen und die Feuerkraft der russischen Streitkräfte dort deutlich der Ukrainischen überlegen sei: „sie haben zehnmal so viel Gerät wie wir und 20-, wenn nicht 30-mal so viele Geschosse“. Sie könnten oft nicht zurückfeuern. Ein ukrainischer Kommandeur prognostizierte im November, dass die Schlacht bald verloren sein könnte.
Am 4. Dezember bestätigte das Institute for the Study of War (ISW), dass russische Truppen in Stepowe vordringen konnten. Gleichzeitig berichtete das ISW, dass ukrainische Einheiten am 1. Dezember verlorene Positionen südlich von Stepowe in den Tagen danach zurückgewonnen haben. Die Pressestelle der ukrainischen Streitkräfte berichtete am 5. Dezember, dass die russischen Streitkräfte nach einiger Zeit ohne Einsatz von Hubschraubern und Kampfflugzeugen wieder Su-25 und Ka-52 für Operationen im Gebiet Awdijiwka eingesetzt haben.

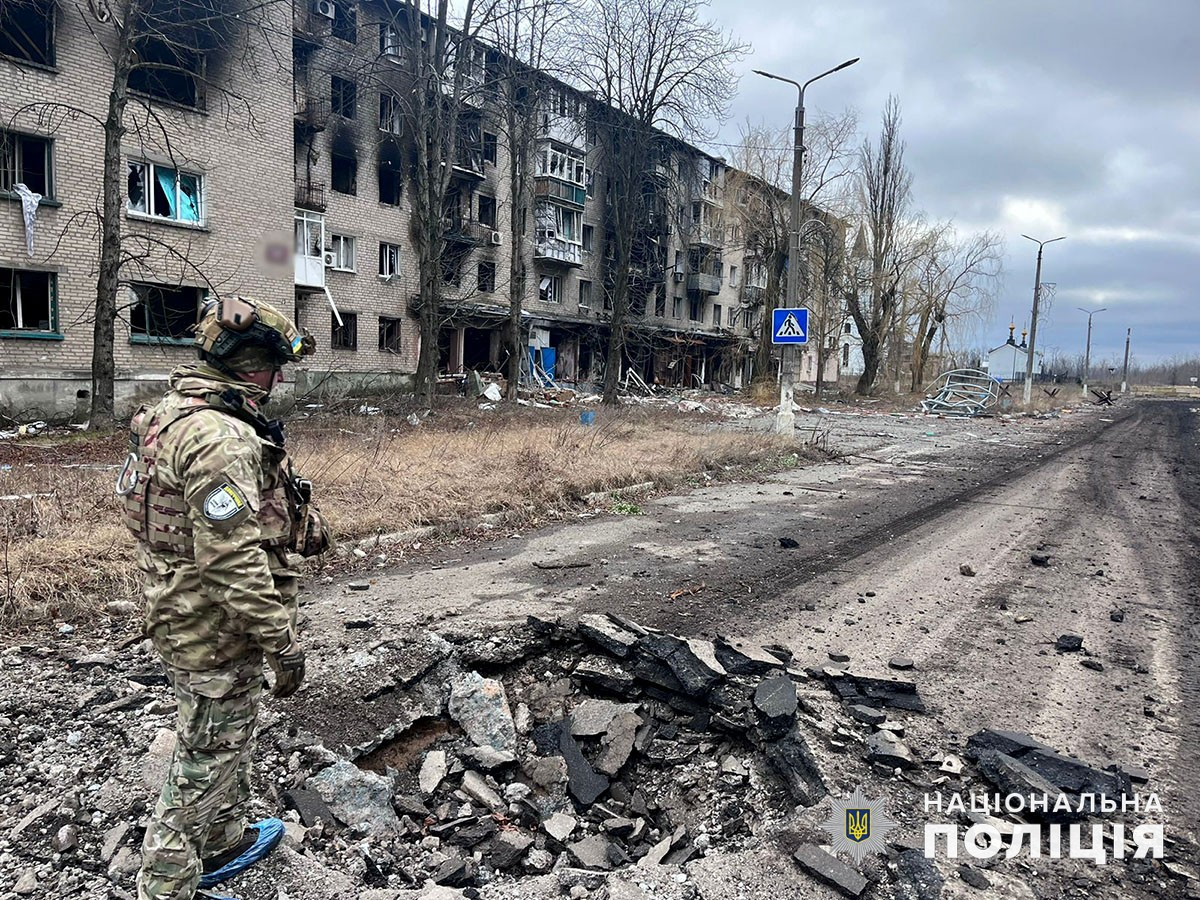
Foto aus Awdijiwka Ende Dezember 2023 (Bildquelle: Ukrainische Streitkräfte)

Mitte Dezember berichteten ukrainische Soldaten, dass ihnen ein Mangel an Munition die Bekämpfung von russischen Angriffen erschwert.
Nach einem Lagebericht vom 25. Dezember verschlechterte sich die Logistik bzw. der Nachschub und die Versorgung der ukrainischen Streitkräfte bei Awdijiwka, nachdem russische Truppen dort begannen, Kampfdrohnen mit Wärmebild- und Nachtsichtkameras einzusetzen. Gleichzeitig erklärte jener Lagebericht, dass die russischen Streitkräfte „ihre Angriffslust verloren“, die „Anzahl der einsatzfähigen Ausrüstung“ der Russen stark reduziert wurde und die Russen „nicht in der Lage“ seien, weiter in der Industriezone südlich von Awdijiwka vorzustoßen.
Am 29. Dezember vermeldeten die ukrainischen Streitkräfte, einen Durchbruchsversuch des Kriegsgegners bei Stepowe abgewehrt zu haben. Bei jenem Gefecht, das wenige Tage zuvor stattgefunden hat, sind nach Einschätzung von Open Source Analysten hunderte Russen gefallen und 21 russische Kampfpanzer und 14 Schützenpanzer zerstört worden. Die ukrainischen Panzertruppen haben zwei Leopard 2 aufgeben müssen.
Ende Dezember 2023 war der ukrainische Staatspräsident Wolodymyr Selenskyj auf Frontbesuch in Awdijiwka.

### Einnahme der Stadt

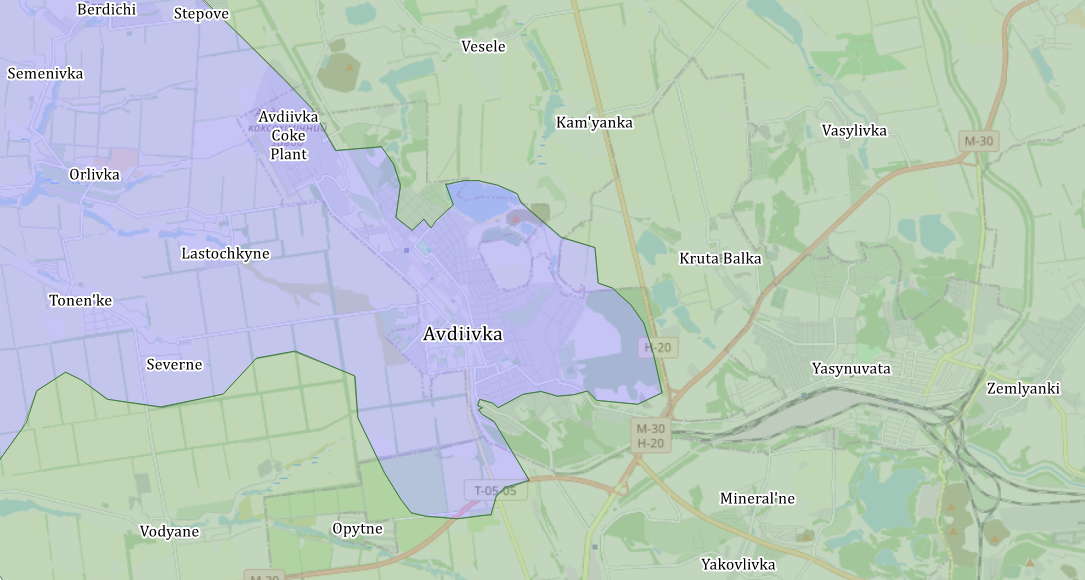
Lage um Awdijiwka am 8. Februar 2024

Um den 20. Januar 2024 rückten russische Bodentruppen im südlichen Teil Awdijiwkas um 1,2 Kilometer vor. Russische Quellen vermeldeten, dass ein Datscha-Gebiet und ein Sandsteinbruch, beide südwestlich des zuvor eroberten südlichen Industriegebiets, eingenommen worden seien. Der ukrainische Militärbeobachter Kostyantyn Mashovets erklärt, dass russische Truppen nordwestlich des Sandsteinbruchs vorrückten.
Nach Angaben der Kyiv Post unter Berufung auf russische Quelle gelang die Überwindung der ukrainischen Verteidigungsanlagen im südlichen Stadtgebiet durch eine Operation, bei der bis zu 150 russische Kommandosoldaten das Kanalisationssystem nutzten, um ukrainische Stellungen zu unterwandern.
Am 22. Januar wurden von ukrainischer Seite Kämpfe im nördlichen und westlichen Teil der Stadt, unter anderem um das Chemiewerk, gemeldet.
Bis zum 23. Januar hatten die russischen Streitkräfte das westliche Stepowe erreicht.
Ende Januar kam das Institute for the Study of War zu der Einschätzung, dass die russischen Streitkräfte von ihrem Versuch, Awdijiwka gänzlich einzukreisen, Abstand genommen hätten und stattdessen dazu übergegangen seien, vom südlichen Wohngebiet aus Wohnblock für Wohnblock erobern zu wollen.
Anfang Februar 2024 wurde bestätigt, dass russische Truppen östlich des Dorfes Opytne vorgerückt waren. Am 5. und 6. Februar gelang russischen Truppen im nördlichen Awdijiwka ein weiteres Vorrücken. Ein Sprecher des ukrainischen Militärs räumte ein, dass es anhaltende Zusammenstöße nicht nur „nördlich der Stadt, sondern bereits innerhalb der Stadt selbst“ gebe, und sagte, dass die russischen Truppen ihre Angriffe auf die Nordachse konzentrierten, um die Hauptversorgung in die Stadt zu unterbrechen. Nach Angaben des Bürgermeisters von Awdijiwka griffen die russischen Streitkräfte die Stadt hauptsächlich mit Infanterie und aus der Luft an, weil der Boden für Panzer und gepanzerte Fahrzeuge zu weich gewesen sei.
Ein hochrangiger ukrainischer Militäroffizier erklärte im Februar 2024, dass es sich bei den in Awdijiwka kämpfenden russischen Truppen um gut ausgebildete Berufssoldaten gehandelt habe; sie seien nach Artilleriebeschuss in kleinen Gruppen in die Stadt eingedrungen. Ukrainische Kommandeure führten den russischen Durchbruch auf (durch stockende militärische Auslandshilfe der EU und USA bedingte) Versorgungsengpässe bei Artilleriemunition zurück. Neben fehlenden Artilleriegranaten soll auch bedecktes Wetter, das einen ukrainischen Drohneneinsatz behindert hatte, zum Erfolg des russischen Angriffs beigetragen haben.
Anfang Februar 2024 erklärten ukrainische Behörden, dass kein Gebäude in Awdijiwka mehr intakt sei. Nach Angaben des Bürgermeister Vitaly Barabash hatte die Stadt zu der Zeit noch 941 Einwohner; viele lebten in Kellern.
Der britische Militärnachrichtendienst behauptete am 8. Februar, dass Russische Luftstreitkräfte in den vorherigen vier Wochen etwa 600 gelenkte Flugkörper auf Awdijiwka abgefeuert hätten und „die Angriffe mit gelenkter Luftmunition am 5. Februar 2024 von 30 auf 50 pro Tag erhöhten“. Bis zum 9. Februar hätten russische Truppen ihre Stellungen in der Nähe der Soborna-Straße bis zur Kreuzung mit der Tschernyschewskoho-Straße gefestigt. Bis dahin hatte Generaloberst Oleksandr Syrskyj, der am 8. Februar Walerij Saluschnyj als Oberbefehlshaber der ukrainischen Streitkräfte abgelöst hatte, Berichten zufolge die letzte für die Ostukraine vorgesehene Reserve nach Awdijiwka verlegt.
Bis zum 15. Februar hatte das ukrainische Militär nach eigenen Angaben ihre Hauptversorgungsroute nach Awdijiwka aufgrund eines Vordringens russischer Truppen aufgegeben. Über eine zuvor für diesen Fall eingerichtete Alternativroute würde nach ukrainischen Militärangaben Nachschub und die Evakuierung aus der Stadt abgewickelt. Am 15. Februar berichtete das Institute for the Study of War (ISW) unter Berufung auf Open-Source-Informationen, dass russische Truppen an mehreren Positionen bei Awdijiwka Geländegewinne erzielt hätten, darunter bei der großen Kokerei im Norden von Awdijiwka. In der Nacht auf den 16. Februar meldete der für den Frontabschnitt bei Awdijiwka zuständige General Olexander Tarnawskyj, dass in der Stadt „heftige Kämpfe“ stattfänden. Die 110. ukrainische Brigade meldete einen mit „enormen Kräften“ aus Infanterie, Panzern und Flugzeugen geführten russischen Angriff. Am 17. Februar 2024 gab Generaloberst Oleksandr Syrskyj bekannt, alle Einheiten der ukrainischen Streitkräfte aus Awdijiwka abgezogen zu haben, um eine vollständige Einkreisung durch russische Truppen zu vermeiden. Bei dieser Absetzbewegung gerieten eine unbekannte Anzahl ukrainischer Soldaten in Gefangenschaft. Kurz vor der endgültigen Entscheidung zum Abzug hatte die ukrainische Armee noch Zivilisten aus Awdijiwka evakuiert. Am 18. Februar meldete das russische Verteidigungsministerium, dass russische Truppen die Kontrolle über die Stadt übernommen hätten.
Der russische unabhängige ultranationalistische Militärblogger Andrei Sergejewitsch „Murs“ Morosow veröffentlichte auf seinem Telegram-Kanal die Meldung von 16.000 gefallenen russischen Soldaten während der Schlacht um den Ort seit Oktober 2023.

### Weitere Entwicklung bei Awdijiwka
Vor dem Hintergrund des Munitionsmangels gab das ukrainische Militär noch im Februar 2024 bekannt, sich aus den bei Awdijiwka liegenden Dörfern Lastotschkyne, Sievierne und Stepowe zurückgezogen zu haben. US-Präsident Joe Biden wandte sich abermals mit der Bitte an den Kongress, weitere Militärhilfen für die Ukraine zu bewilligen. Die Russische Armee begann unmittelbar nach der Eroberung Awdijiwka's die nächste Verteidigungslinie der Ukrainer anzugreifen, was im April zu einem Durchbruch bei Otscheretyne führte. Von dort aus führten die Russen ihre Sommeroffensive 2024 in Richtung der strategisch wichtigen Stadt Pokrowsk fort.

## Analyse
Ende Oktober 2023 bemerkte der Stern, dass zu Beginn des im Herbst 2023 erfolgten Angriffs die Stadt bereits von drei Seiten umzingelt war, und wies darauf hin, dass Russland bei der Schlacht um Bachmut mehrere Monate gebraucht hatte, um in dieselbe Ausgangslage zu kommen. Das Magazin wies auch darauf hin, dass nur eine befestigte Straße aus ukrainisch kontrolliertem Gebiet in die Stadt führt und dass dieser Nachschubweg bedroht ist, wenn es russischen Kräften gelingt, in die an die Straße angrenzenden Dörfer (Stepowe und Berdychi nördlich und Sjeverne und Tonen'k südwestlich der Straße) vorzurücken. Der Stern konstatierte: „Fallen die Dörfer, wird diese Zufahrt eingesehen und befindet sich unter der Feuerkontrolle der Russen. Wenn das geschehen sollte, ist der Fall der Festung [Awdijiwka] nur noch eine Frage der Zeit“. Die Einnahme von Awdijiwka verschaffe den russischen Streitkräften mittelfristig die Möglichkeit zu Angriffen auf strategische Ziele im Donbas.
Dem Institute for the Study of War zufolge deutete das ausgiebige Agieren der russischen Luftstreitkräfte Anfang Februar 2024 bei Awdijiwka auf einen Mangel an ukrainischer Flugabwehr hin. The New York Times berichtete Anfang Februar, dass US-Beamte davon ausgingen, dass die gesamtukrainischen Bestände von Flugabwehrmunition im März 2024 erschöpft sein würden, sollten weitere Auslandshilfen ausbleiben.